# 袁天锡
袁天锡（？—），男，中国药事管理专家，曾任中国人民解放军总后勤部卫生部药品器材局局长，中国药学会副理事长。